# Badmómzjay

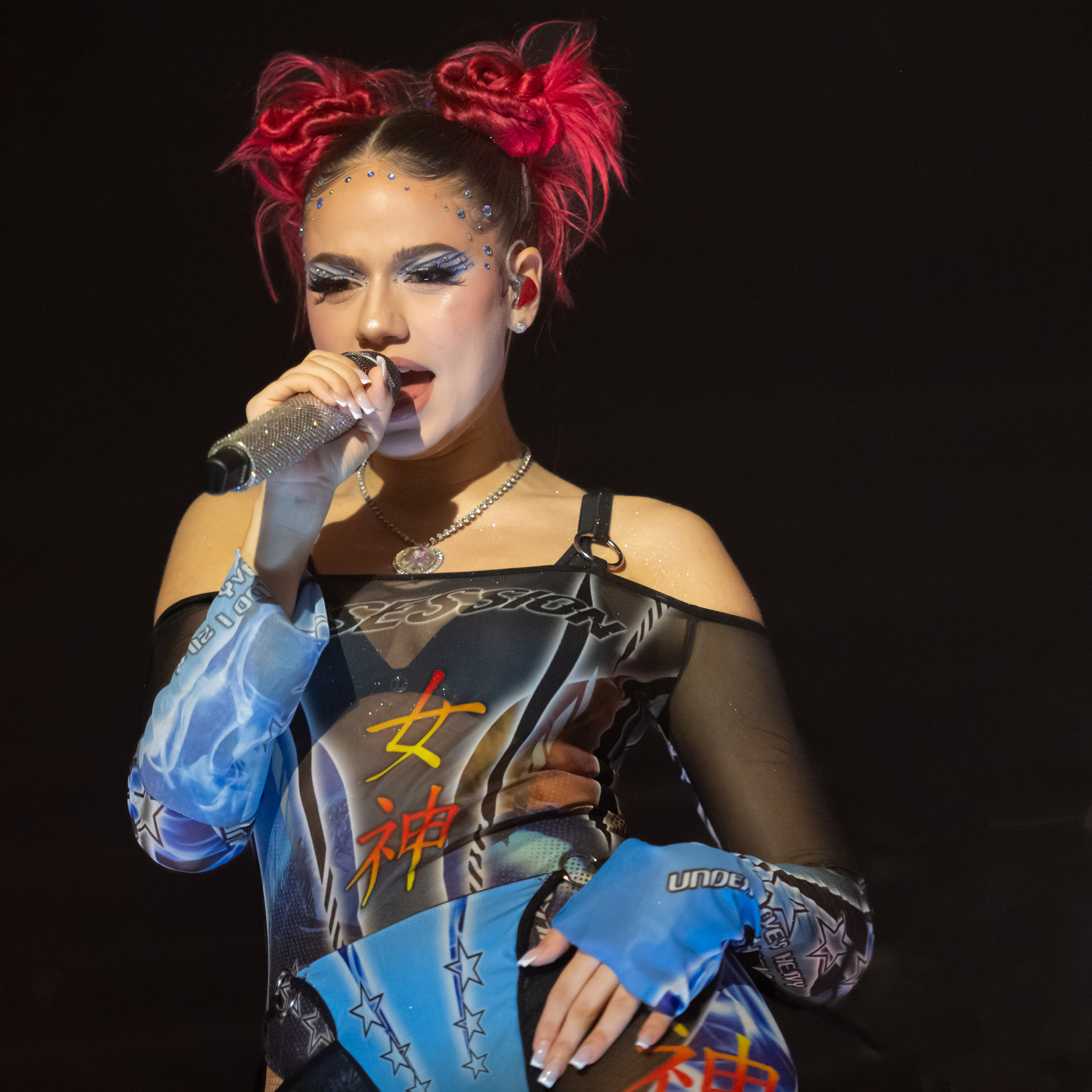
Badmómzjay (2023)

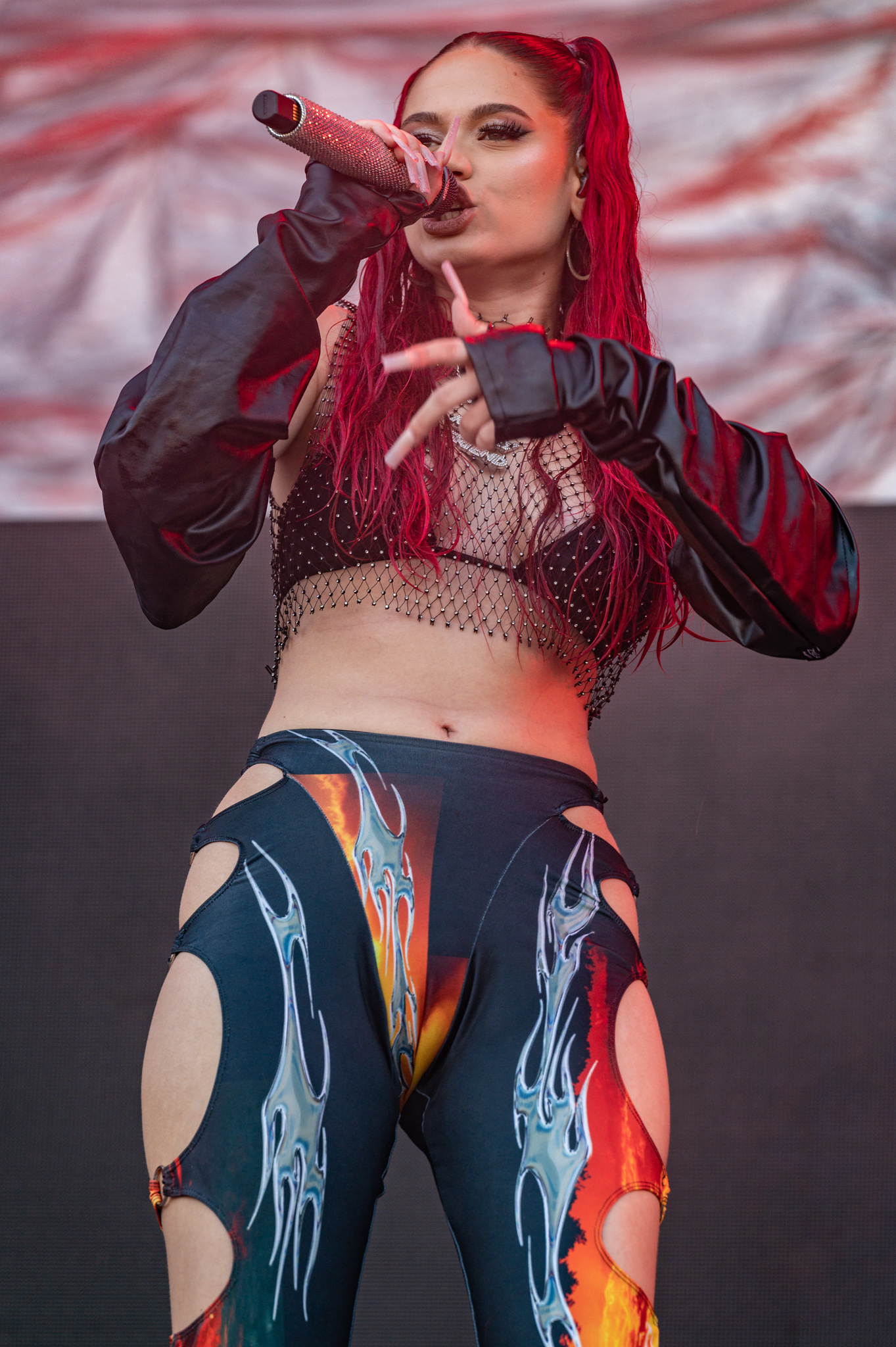
Badmomzjay, Rock im Park (2023)

Badmómzjay (Eigenschreibweise badmómzjay, bürgerlich Josy „Jordan oder Jordy“ Napieray; * 27. September 2002 in Brandenburg an der Havel) ist eine deutsche Rapperin.

## Leben und Karriere
Badmómzjay wuchs in Brandenburg an der Havel im Ortsteil Kirchmöser mit einer jüngeren Schwester bei einer alleinerziehenden Mutter auf.
Sie schloss 2019 einen Plattenvertrag mit dem Major-Label Universal Music ab, kurz nachdem sie ihr eigenes Label Bad Momz Records gegründet hatte. Ihre Songs erreichten nach kurzer Zeit Millionen von Aufrufen auf Spotify und YouTube.
Ihren ersten eigenen Song mit dem Titel 24/7 veröffentlichte sie im Dezember 2019. Im Juni 2019 war Badmómzjay Featuring-Gast in dem Musikvideo Papi von Monet192. Mit ihrer Single Move kam sie Ende April/Anfang Mai 2020 vier Wochen in die deutschen Singlecharts (Höchstposition Platz 27).
Badmómzjays Song Snowbunny geriet Mitte 2020 in die Kritik, weil er rassistische und sexistische Äußerungen enthalten soll. Badmómzjay wies darauf hin, dass es sich um eine Fehlinterpretation handle und entschuldigte sich für dieses Missverständnis.
Laut dem Onlinemagazin Hiphop.de zählt Badmómzjay zu den „spannendsten Nachwuchsrapperinnen der Deutschrap-Szene“. Sie bekennt sich offen zu ihrer Bisexualität und zur LGBT-Community.
Ihre Single Tu nicht so ist Teil des offiziellen FIFA-22-Soundtracks.
Am 25. November 2021 erschien ihr erstes Studioalbum Badmómz., das Platz sieben der deutschen Charts erreichte.
Am 23. November 2023, also fast genau zwei Jahre nach ihrem Debütalbum, erschien der Nachfolger mit dem Titel Survival Mode. Es erreichte Platz vier der deutschen Albumcharts.
Am 7. März 2024 erschien die EP Don't Trust Bitches. Mit dieser EP ging sie auch auf Club-Tour.
Ende 2024 ging badmomzjay dann auf Tour zu ihrem Album Survival Mode.

## Stil
In ihren Songs greift sie bekannte Werke der Trapmusik auf, imitiert Vorbilder wie Nicki Minaj, Cardi B und 21 Savage und wechselt zwischen deutscher und englischer Sprache. Ihre rot gefärbten Haare und langen künstlichen Fingernägel gehören zu ihren Markenzeichen.

## Künstlername
Ihr Künstlername leitet sich von Bad und Momz ab, einer Verkürzung von Bad Mothers, englisch für ‚Schlechte Mütter‘. Hierbei handelt es sich um amerikanischen Slang für eine „Gattung Frauen, die genau und umstandslos im Bilde sind, was sie im Leben wollen“. Jay ist die englische buchstabierte Aussprache von J, dem Anfangsbuchstaben ihres bürgerlichen Vornamens. Zu diesem existieren widersprüchliche Angaben. Die Wortmarke Badmómzjay wurde auf den Namen Josy Napieray angemeldet, der auch in den Datenbanken der GEMA und offizieller Chartwebsites unter den mitwirkenden Personen ihrer Songs auftaucht und unter anderem von Watson als ihr bürgerlicher Name genannt wird. Gleichzeitig bezeichnete der Stern die Nennung dieses Vornamens in einer vorherigen Version dieses Wikipediaartikels als fehlerhaft und verwendete die Kurzform Jordy Napieray des Namens Jordan Napieray, der auch von anderen Medien und in der Biografie ihres Labels genutzt wird.

## Diskografie
Studioalben

| Jahr | Titel Musiklabel                    | Höchstplatzierung, Gesamtwochen, AuszeichnungChartplatzierungen (Jahr, Titel, Musiklabel, Platzierungen, Wochen, Auszeichnungen, Anmerkungen) | Höchstplatzierung, Gesamtwochen, AuszeichnungChartplatzierungen (Jahr, Titel, Musiklabel, Platzierungen, Wochen, Auszeichnungen, Anmerkungen) | Höchstplatzierung, Gesamtwochen, AuszeichnungChartplatzierungen (Jahr, Titel, Musiklabel, Platzierungen, Wochen, Auszeichnungen, Anmerkungen) | Anmerkungen                             |
| Jahr | Titel Musiklabel                    | DE | AT | CH | Anmerkungen                             |
| ---- | ----------------------------------- | --- | --- | --- | --------------------------------------- |
| 2021 | Badmómz. Vertigo Records (UMG)      | DE7 (21 Wo.)DE | AT14 (2 Wo.)AT | CH17 (1 Wo.)CH | Erstveröffentlichung: 25. November 2021 |
| 2023 | Survival Mode Vertigo Records (UMG) | DE4 (2 Wo.)DE | AT70 (1 Wo.)AT | CH40 (1 Wo.)CH | Erstveröffentlichung: 23. November 2023 |

## Auszeichnungen und Nominierungen

### Erhaltene Auszeichnungen
Deutscher Musikautorenpreis
- 2022: „Erfolgreichstes Werk 2021“ (für Ohne Dich, mit Kasimir1441 & Wildbwoys)[27]

Hiphop.de Awards
- 2020: „Beste Newcomerin national“[28]

MTV Europe Music Awards
- 2021: „Best German Act“[29]
- 2022: „Best German Act“[30]

New Faces Awards
- 2021: „Music“[31]

### Nominierungen
1 Live Krone
- 2021: „Bester Hip-Hop Act“[32]
- 2022: „Bester Hip-Hop/R&B Song“ (für Keine Tränen)[33]
- 2023: „Bester Hip-Hop/R&B Song“ (für Auf die Party; mit Domiziana)[34]

Bambi
- 2023: „Publikumspreis“[35]

Bravo Otto
- 2020: „Newcomer“[36]
- 2021: „Hip-Hop national“[37]
- 2023: „Hip-Hop national“[38]

Hiphop.de Awards
- 2021: „Bester Rap-Solo-Act national“[39][40]
- 2021: „Bestes Album national“ (für Badmómz.)[39][40]
- 2021: „Bester Song national“[39][40]
- 2023: „Bester Solo-Act national“[41][42]
- 2023: „Bester Live-Act national“[41][42]
- 2023: „Macher*in des Jahres national“[41][42]
- 2023: „Beste Line“ („Dich triggert mein Bikinifoto, Outfit Lara Croft / Ich zeig so lang Titten bis du scheiß Neandertaler kotzt / Wenn ich will, dann leck ich rum, wenn ich will zieh' ich mich aus, / Mach das nicht für Algorithmen, sondern Chicks, die sich nicht trauen“; aus yeah hoe)[41][42]

LYRICS Awards
- 2020: „Best Song“ für Papi (mit Monet192)[43]

## TV-Auftritte
- WDR 3 Fernsehen: Kölner Treff (24. Mai 2024)[44]